# Big Brother (États-Unis)
Pour les articles homonymes, voir Big Brother (homonymie).
Big Brother US est la version américaine de Big Brother (UK).
Elle est diffusée sur CBS depuis 2000. C'est Julie Chen qui anime cette émission.
En 2016 est diffusée Big Brother: Over the Top sur CBS All Access, site internet payant de la chaine.
Entre 2018 et 2019, et depuis 2022 est diffusé une version incluant des célébrités, équivalent de la version anglaise: Celebrity Big Brother.

## Règle du jeu et gain

### Saison 1
Lors de la première saison les règles étaient semblables au Big Brother anglais. Des candidats (ici HouseGuests) sont enfermés dans une maison, et chaque semaine ils passent au confessionnal pour désigner leurs camarades. Ensuite c'est au public de départager les candidats soumis à leurs votes.

### Saison 2 - Saison 14
À partir de la seconde saison, les règles ont changé.
Il y a un Head of Household par semaine qui a le pouvoir de désigner deux autres habitants. Ces deux candidats ont un pari à tenir et celui qui remporte (veto winner) a le pouvoir de choisir un autre candidat qui sera désigné à sa place.
Lors du premier éliminatoire, les candidats passent au confessionnal pour annoncer le candidat qu'ils souhaitent voir quitter l'aventure.
Pour le gagnant, c'est le jury final qui le ou la désignera (comme pour Koh-Lanta).

### Saison 15 - aujourd'hui
Les règles précédentes sont inchangées. Lors de la saison 15, il y a une nouveauté : le « M.V.P. ». Les spectateurs peuvent choisir un Houseguest chaque semaine pour gagner un pouvoir spécial.
Une autre tournure cette saison a vu trois candidats désignés pour l'expulsion chaque semaine. Un changement par rapport aux habituelles deux désignations. Bien que le nombre de candidat ait augmenté, un seul des candidats serait expulsé chaque semaine.
À partir de la saison 16 et 17, le « M.V.P.» n'existe plus et l'on retourne à la formule de désigner deux habitants pour l'expulsion. À partir de cette saison, il y a maintenant deux Head of Household. Chacun d'eux choisit deux Houseguests pour l'expulsion. Les quatre habitants nommés doivent se battre pour leur survie dans une nouvelle compétition: The Battle of the block. Les deux habitants nommés remportant la compétition sont maintenant sauvés de l'expulsion et détrône le HoH qui les a nommés. Les perdant sont maintenant les nommés officiels pour l'expulsion et les règles originales du jeu se poursuivent.

### gains
- 500 000 $ : pour le gagnant (saison 1- présent)
- 100 000 $ : pour le second (saison 1)
- 50 000 $ : pour le troisième (saison 1), et pour le second (saison 2- présent)
- 40 000 $ : pour l'America's Player (saison 8)
- 25 000 $ : pour l'America's Choice Jury Prize (saison 7, 9-10), et pour l'America's Favorite HouseGuest (saison 11- aujourd'hui)

## Saison 1 (2000)
| Candidat             | Arrivée | Départ  | Statut    | Gain      |
| -------------------- | ------- | ------- | --------- | --------- |
| Eddie McGee          | Jour 1  | Jour 88 | Vainqueur | 500 000 $ |
| Josh Souza           | Jour 1  | Jour 88 | Second    | 100 000 $ |
| Curtis Kin           | Jour 1  | Jour 88 | Troisième | 50 000 $  |
| Jamie Marie Kern     | Jour 1  | Jour 85 | Éliminée  | 0 $       |
| George Allen Boswell | Jour 1  | Jour 78 | Éliminé   | 0 $       |
| Cassandra Waldon     | Jour 1  | Jour 71 | Éliminée  | 0 $       |
| Brittany Petros      | Jour 1  | Jour 57 | Éliminée  | 0 $       |
| Karen Fowler         | Jour 1  | Jour 43 | Éliminée  | 0 $       |
| Jean Jordan          | Jour 1  | Jour 29 | Éliminé   | 0 $       |
| William Colli        | Jour 1  | Jour 16 | Éliminé   | 0 $       |

## Saison 2 (2001)
| Candidat                 | Arrivée | Départ  | Statut    | Gain      |
| ------------------------ | ------- | ------- | --------- | --------- |
| Will Kirby               | Jour 1  | Jour 82 | Vainqueur | 500 000 $ |
| Nicole Nilson Schaffrich | Jour 1  | Jour 82 | Seconde   | 50 000 $  |
| Monica Bailey            | Jour 1  | Jour 77 | Éliminée  | 0 $       |
| Hardy Âmes-Hill          | Jour 1  | Jour 68 | Éliminé   | 0 $       |
| Bill « Bunky » Miller    | Jour 1  | Jour 63 | Éliminé   | 0 $       |
| Krista Stegall           | Jour 1  | Jour 47 | Éliminée  | 0 $       |
| Kent                     | Jour 1  | Jour 40 | Éliminé   | 0 $       |
| Mike « Boogie » Malin    | Jour 1  | Jour 33 | Éliminé   | 0 $       |
| Shannon Dragoo           | Jour 1  | Jour 26 | Éliminée  | 0 $       |
| Autumn Nicole Daly       | Jour 1  | Jour 19 | Éliminée  | 0 $       |
| Sheryl Braxton           | Jour 1  | Jour 12 | Éliminée  | 0 $       |
| Justin Sebik             | Jour 1  | Jour 10 | Exclu     | 0 $       |

## Saison 3 (2002)
Elle a été diffusée du 10 juillet au 25 septembre 2002.
| Candidat                   | Arrivée        | Départ          | Statut    | Gain      |
| -------------------------- | -------------- | --------------- | --------- | --------- |
| Lisa Donahue               | Jour 1         | Jour 82         | Vainqueur | 500 000 $ |
| Danielle Reyes             | Jour 1         | Jour 82         | Seconde   | 50 000 $  |
| Jason Guy                  | Jour 1         | Jour 78         | Éliminé   | 0 $       |
| Amy Crews Ouellette        | Jour 1 Jour 41 | Jour 27 Jour 76 | Éliminée  | 0 $       |
| Marcellas Reynolds         | Jour 1         | Jour 69         | Éliminée  | 0 $       |
| Roddy Mancuso              | Jour 1         | Jour 62         | Éliminé   | 0 $       |
| Gerald « Gerry » Lancaster | Jour 1         | Jour 55         | Éliminé   | 0 $       |
| Chiara Jude Berti          | Jour 1         | Jour 48         | Éliminée  | 0 $       |
| Josh Feinberg              | Jour 1         | Jour 41         | Éliminé   | 0 $       |
| Eric Ouellette             | Jour 1         | Jour 34         | Éliminé   | 0 $       |
| Tonya Paoni                | Jour 1         | Jour 20         | Éliminée  | 0 $       |
| Lori Olsen                 | Jour 1         | Jour 13         | Éliminée  | 0 $       |

## Saison 4 (2003)
Pour cette saison 4, CBS a enfermé dans Big Brother House quatre anciens couples (Alison & Justin, David & Michelle, Erika & Robert, Jun & Jee, Scott & Amanda).
Diffusée du 8 juillet au 24 septembre 2003.
| Candidat         | Arrivée | Départ  | Statut    | Gain      |
| ---------------- | ------- | ------- | --------- | --------- |
| Jun Song         | Jour 1  | Jour 82 | Vainqueur | 500 000 $ |
| Alison Irwin     | Jour 1  | Jour 82 | Seconde   | 50 000 $  |
| Robert Roman     | Jour 1  | Jour 75 | Éliminé   | 0 $       |
| Erika Landin     | Jour 1  | Jour 68 | Éliminée  | 0 $       |
| Jee Choe         | Jour 1  | Jour 61 | Éliminé   | 0 $       |
| Jack Owen, Jr.   | Jour 1  | Jour 51 | Éliminé   | 0 $       |
| Justin Giovinco  | Jour 1  | Jour 47 | Éliminé   | 0 $       |
| Nathan Marlow    | Jour 1  | Jour 40 | Éliminé   | 0 $       |
| Dana Varela      | Jour 1  | Jour 33 | Éliminée  | 0 $       |
| David Lane       | Jour 1  | Jour 26 | Éliminé   | 0 $       |
| Michelle Maradie | Jour 1  | Jour 19 | Éliminée  | 0 $       |
| Amanda Craig     | Jour 1  | Jour 12 | Éliminée  | 0 $       |
| Scott Weintraub  | Jour 1  | Jour 8  | Exclu     | 0 $       |

## Saison 5 (2004)
Natalie et Adria sont sœurs.
Diffusée entre le 6 juillet et le 21 septembre 2004.
| Candidat                             | Arrivée | Départ  | Statut    | Gain      |
| ------------------------------------ | ------- | ------- | --------- | --------- |
| Andrew Theodore « Drew » Daniel      | Jour 1  | Jour 82 | Vainqueur | 500 000 $ |
| Michael « Cowboy » Ellis             | Jour 1  | Jour 82 | Second    | 50 000 $  |
| Diane Henry                          | Jour 1  | Jour 78 | Éliminée  | 0 $       |
| Jennifer Jeannene « Nakomis » Dedmon | Jour 1  | Jour 75 | Éliminée  | 0 $       |
| Karen Ann (O'Neil) Ganci             | Jour 1  | Jour 70 | Éliminée  | 0 $       |
| Marvin Latimer                       | Jour 1  | Jour 64 | Éliminé   | 0 $       |
| Adria (Montgomery) Klein             | Jour 1  | Jour 63 | Éliminée  | 0 $       |
| Natalie (Montgomery) Carroll         | Jour 35 | Jour 56 | Éliminée  | 0 $       |
| Will Wikle                           | Jour 1  | Jour 49 | Éliminé   | 0 $       |
| Jason « Jase » Wirey                 | Jour 1  | Jour 42 | Éliminé   | 0 $       |
| Scott Long                           | Jour 1  | Jour 35 | Éliminé   | 0 $       |
| Holly Michelle King                  | Jour 1  | Jour 28 | Éliminée  | 0 $       |
| Lori Valenti                         | Jour 1  | Jour 21 | Éliminée  | 0 $       |
| Mike Lubinski                        | Jour 1  | Jour 14 | Éliminé   | 0 $       |

## Saison 6 (2005)
Diffusée entre le 7 juillet et le 20 septembre 2005.
Cette année, il y a 7 équipes de 2 candidats avec un lien de parenté, mais cela doit rester secret envers les autres candidats :
- April & Jennifer : consœurs
- Ashlea & Janelle : ancienne colocataire
- Beau & Ivette : ancien co-travailleur
- Eric & Maggie : amis
- Howie & Rachel : amis
- James & Sarah : en couple
- Kaysar & Michael : voisins

| Candidat                | Arrivée        | Départ          | Statut    | Gain      |
| ----------------------- | -------------- | --------------- | --------- | --------- |
| Maggie Ausburn          | Jour 1         | Jour 80         | Vainqueur | 500 000 $ |
| Ivette Corredero        | Jour 1         | Jour 80         | Seconde   | 50 000 $  |
| Janelle Pierzina        | Jour 1         | Jour 76         | Éliminée  | 0 $       |
| April Lewis             | Jour 1         | Jour 73         | Éliminée  | 0 $       |
| Howie Gordon            | Jour 1         | Jour 68         | Éliminé   | 0 $       |
| Beau Beasley            | Jour 1         | Jour 62         | Éliminé   | 0 $       |
| James Rhine             | Jour 1         | Jour 61         | Éliminé   | 0 $       |
| Rachel Plencner         | Jour 1         | Jour 54         | Éliminée  | 0 $       |
| Jennifer Vasquez        | Jour 1         | Jour 49         | Éliminée  | 0 $       |
| Kaysar Ridha            | Jour 1 Jour 40 | Jour 33 Jour 47 | Éliminé   | 0 $       |
| Sarah Hrejsa            | Jour 1         | Jour 40         | Éliminée  | 0 $       |
| Eric « Cappy » Littmann | Jour 1         | Jour 26         | Éliminé   | 0 $       |
| Michael Donnellan       | Jour 1         | Jour 19         | Éliminé   | 0 $       |
| Ashlea Evans            | Jour 1         | Jour 12         | Éliminé   | 0 $       |

## Saison 7:All Stars(2006)
Cette saison réunit 14 anciens candidats, qui ont une nouvelle chance pour remporter les 500 000 dollars !
Il y a également l'America's Choice Jury Prize, qui veut dire, que les membres du jury (les 7 derniers éliminés) voteront pour que l'un d'eux puisse toucher la somme de 25 000 dollars.
| Candidat                    | Anciennement dans | Arrivée | Départ  | Statut    | Gain      |
| --------------------------- | ----------------- | ------- | ------- | --------- | --------- |
| Mike « Boogie » Malin       | BB 2              | Jour 1  | Jour 72 | Vainqueur | 500 000 $ |
| Erika Landin                | BB 4              | Jour 1  | Jour 72 | Seconde   | 50 000 $  |
| Janelle Pierzina            | BB 6              | Jour 1  | Jour 67 | Éliminée  | 25 000 $  |
| Will Kirby                  | BB 2              | Jour 1  | Jour 64 | Éliminé   | 0 $       |
| « Chicken » George Boswell  | BB 1              | Jour 1  | Jour 60 | Éliminé   | 0 $       |
| Danielle Reyes              | BB 3              | Jour 1  | Jour 60 | Éliminée  | 0 $       |
| James Rhine                 | BB 6              | Jour 1  | Jour 53 | Éliminé   | 0 $       |
| Howie Gordon                | BB 6              | Jour 1  | Jour 47 | Éliminé   | 0 $       |
| Marcellas Reynolds          | BB 3              | Jour 1  | Jour 43 | Éliminée  | 0 $       |
| Kaysar Rhida                | BB 6              | Jour 1  | Jour 39 | Éliminée  | 0 $       |
| Diane Henry                 | BB 5              | Jour 1  | Jour 32 | Éliminée  | 0 $       |
| Jase Wirey                  | BB 5              | Jour 1  | Jour 25 | Éliminé   | 0 $       |
| Jennifer « Nakomis » Dedmon | BB 5              | Jour 1  | Jour 18 | Éliminée  | 0 $       |
| Alison Irwin                | BB 4              | Jour 1  | Jour 11 | Éliminée  | 0 $       |

## Saison 8 (2007)
À partir de cette année, il y aura l' America's Player, ce qui signifie que le public votera pour qu'un candidat éliminé puisse avoir 40 000 dollars.
Le jour du lancement, il a été révélé que Dick & Daniele étaient un père séparé et sa fille, Dustin & Joe étaient des ex-petits amis, et Jessica et Carol étaient des ex-meilleurs amis.
| Candidat                       | Arrivée | Départ  | Statut    | Gain      |
| ------------------------------ | ------- | ------- | --------- | --------- |
| Dick Donato                    | Jour 1  | Jour 81 | Vainqueur | 500 000 $ |
| Daniele Donato                 | Jour 1  | Jour 81 | Seconde   | 50 000 $  |
| Zachary Joseph Swerdzewski     | Jour 1  | Jour 76 | Éliminé   | 0 $       |
| Jameka Linette Cameron         | Jour 1  | Jour 74 | Éliminée  | 0 $       |
| Eric Scott Stein               | Jour 1  | Jour 69 | Éliminé   | 40 000 $  |
| Jessica Lynn Hughbanks         | Jour 1  | Jour 69 | Éliminée  | 0 $       |
| Amber M. Siyavus               | Jour 1  | Jour 62 | Éliminée  | 0 $       |
| Jennifer « Jen » Marie Johnson | Jour 1  | Jour 55 | Éliminée  | 0 $       |
| Dustin Simon Erikstrup         | Jour 1  | Jour 48 | Éliminé   | 0 $       |
| Kail Lucille Harbick           | Jour 1  | Jour 41 | Éliminée  | 0 $       |
| Nick Starcevic                 | Jour 1  | Jour 34 | Éliminé   | 0 $       |
| Michael S. Dutz                | Jour 1  | Jour 27 | Éliminé   | 0 $       |
| Joseph Barber                  | Jour 1  | Jour 20 | Éliminé   | 0 $       |
| Carol M. Journey               | Jour 1  | Jour 13 | Éliminé   | 0 $       |

## Saison 9 (2008)
Cette saison est la seule qui n'a pas été diffusée pendant l'été, mais du 12 février au 27 avril 2008.
L' America's Choice Jury Prize fait son retour (de la septième saison), ainsi que dans la saison suivante.
| Candidat           | Arrivée        | Départ          | Statut    | Gain      |
| ------------------ | -------------- | --------------- | --------- | --------- |
| Adam Jasinski      | Jour 1         | Jour 81         | Vainqueur | 500 000 $ |
| Ryan Quicksall     | Jour 1         | Jour 81         | Seconde   | 50 000 $  |
| Sheila Kennedy     | Jour 1         | Jour 77         | Éliminée  | 0 $       |
| Sharon Obermueller | Jour 1 Jour 7  | Jour 3 Jour 75  | Éliminée  | 0 $       |
| Natalie Cunial     | Jour 1         | Jour 70         | Éliminée  | 0 $       |
| James Zinkand      | Jour 1 Jour 35 | Jour 35 Jour 63 | Éliminé   | 25 000 $  |
| Joshuah Welsh      | Jour 1         | Jour 56         | Éliminé   | 0 $       |
| Chelsia Hart       | Jour 1         | Jour 49         | Éliminée  | 0 $       |
| Matt McDonald      | Jour 1         | Jour 42         | Éliminé   | 0 $       |
| Allison Nichols    | Jour 1         | Jour 28         | Éliminée  | 0 $       |
| Amanda Hansen      | Jour 1         | Jour 21         | Éliminée  | 0 $       |
| Alex Coladonato    | Jour 1         | Jour 21         | Éliminé   | 0 $       |
| Parker Somerville  | Jour 1         | Jour 14         | Éliminé   | 0 $       |
| Jen Dituro         | Jour 1         | Jour 14         | Éliminée  | 0 $       |
| Neil Garcia        | Jour 1         | Jour 7          | Abandon   | 0 $       |
| Jacob Gregg Heald  | Jour 1         | Jour 3          | Éliminé   | 0 $       |

## Saison 10 (2008)

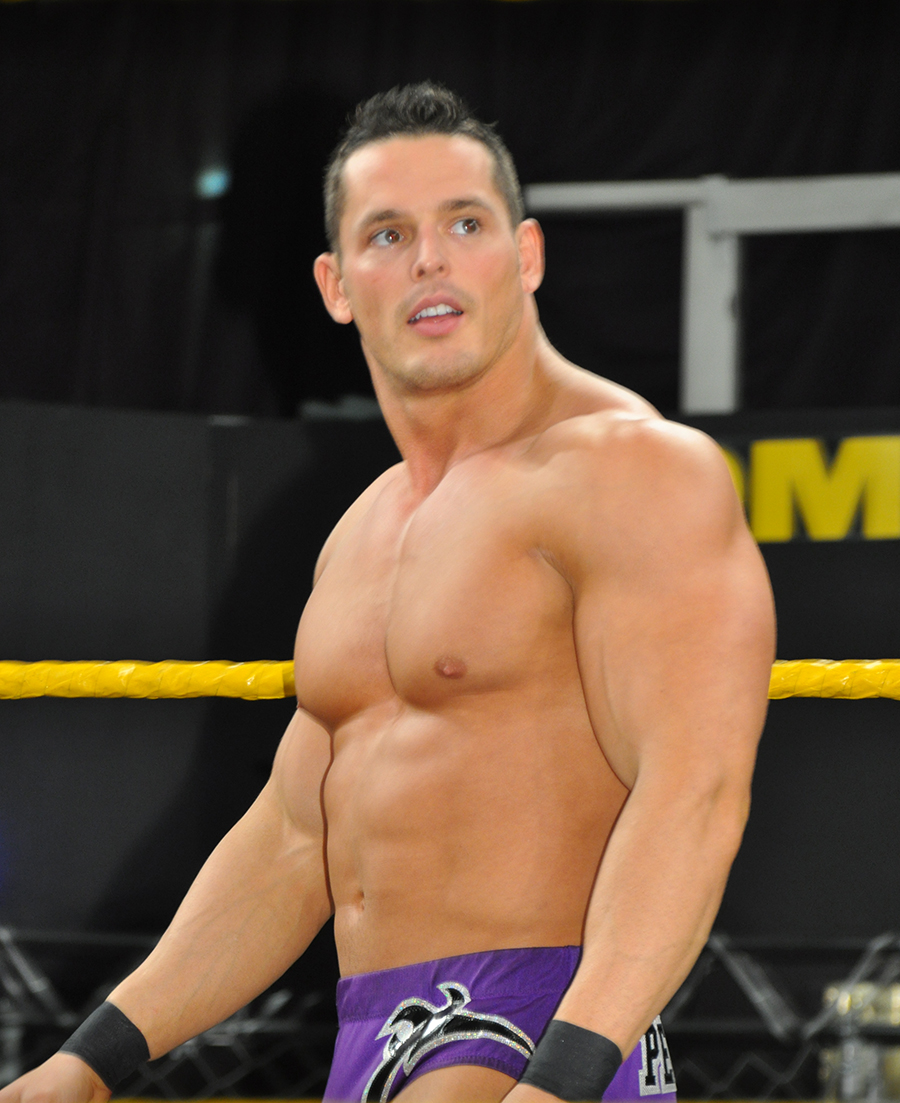
Jessie Godderz, candidat de Big Brother 10 (et 11).

La dixième saison de Big Brother commence le 13 juillet pour se terminer le 16 septembre 2008.
| Candidat        | Arrivée | Départ  | Statut    | Gain      |
| --------------- | ------- | ------- | --------- | --------- |
| Dan Gheesling   | Jour 1  | Jour 71 | Vainqueur | 500 000 $ |
| Memphis Garrett | Jour 1  | Jour 71 | Second    | 50 000 $  |
| Jerry MacDonald | Jour 1  | Jour 66 | Éliminé   | 0 $       |
| Keesha Smith    | Jour 1  | Jour 64 | Éliminée  | 25 000 $  |
| Renny Martyn    | Jour 1  | Jour 59 | Éliminée  | 0 $       |
| Bryan « Ollie » | Jour 1  | Jour 52 | Éliminé   | 0 $       |
| Michelle Costa  | Jour 1  | Jour 52 | Éliminée  | 0 $       |
| April Dowling   | Jour 1  | Jour 45 | Éliminée  | 0 $       |
| Libra Thompson  | Jour 1  | Jour 38 | Éliminée  | 0 $       |
| Jessie Godderz  | Jour 1  | Jour 31 | Éliminé   | 0 $       |
| Angie Swindell  | Jour 1  | Jour 24 | Éliminée  | 0 $       |
| Steven Daigl    | Jour 1  | Jour 16 | Éliminé   | 0 $       |
| Brian Hart      | Jour 1  | Jour 9  | Éliminé   | 0 $       |

## Saison 11 (2009)
Jessie Godderz, candidat de la saison 10 a eu l'occasion de revenir dans le jeu.
Elle a été diffusée du 9 juillet au 15 septembre 2009.
Il y a désormais l'America's Favorite HouseGuests, ou le public attribue 25 000 dollars à un candidat ayant quitté la maison ; ce « prix » reste dans les saisons suivantes.
| Candidat         | Arrivée | Départ  | Statut    | Gain      |
| ---------------- | ------- | ------- | --------- | --------- |
| Jordan Lloyd     | Jour 1  | Jour 73 | Vainqueur | 500 000 $ |
| Natalie Martinez | Jour 1  | Jour 73 | Seconde   | 50 000 $  |
| Kevin Campbell   | Jour 1  | Jour 73 | Éliminé   | 0 $       |
| Michele Noonan   | Jour 1  | Jour 66 | Éliminée  | 0 $       |
| Jeff Schroeder   | Jour 1  | Jour 61 | Éliminé   | 25 000 $  |
| Russell Kairouz  | Jour 1  | Jour 54 | Éliminé   | 0 $       |
| Lydia Travera    | Jour 1  | Jour 47 | Éliminée  | 0 $       |
| Chima Simone     | Jour 1  | Jour 42 | Exclue    | 0 $       |
| Jessie Godderz   | Jour 1  | Jour 40 | Éliminé   | 0 $       |
| Ronnie Talbott   | Jour 1  | Jour 33 | Éliminée  | 0 $       |
| Casey Turner     | Jour 1  | Jour 26 | Éliminée  | 0 $       |
| Laura Grosby     | Jour 1  | Jour 19 | Éliminée  | 0 $       |
| Braden Bacha     | Jour 1  | Jour 12 | Éliminé   | 0 $       |

## Saison 12 (2010)
Elle fut diffusée entre le 8 juillet et le 15 septembre 2010.
| Candidat          | Arrivée | Départ  | Statut    | Gain      |
| ----------------- | ------- | ------- | --------- | --------- |
| Hayden Moss       | Jour 1  | Jour 75 | Vainqueur | 500 000 $ |
| Lane Elenburg     | Jour 1  | Jour 75 | Second    | 50 000 $  |
| Enzo Palumbo      | Jour 1  | Jour 75 | Éliminé   | 0 $       |
| Britney Haynes    | Jour 1  | Jour 67 | Éliminée  | 35 000 $  |
| Ragan Fox         | Jour 1  | Jour 62 | Éliminée  | 0 $       |
| Brendon Villegas  | Jour 1  | Jour 55 | Éliminé   | 0 $       |
| Matt Hoffman      | Jour 1  | Jour 55 | Éliminé   | 0 $       |
| Kathy Hills       | Jour 1  | Jour 48 | Éliminée  | 0 $       |
| Rachel Reilly     | Jour 1  | Jour 41 | Éliminée  | 0 $       |
| Kristen Bitting   | Jour 1  | Jour 34 | Éliminée  | 0 $       |
| Andrew            | Jour 1  | Jour 27 | Éliminé   | 0 $       |
| Monet Stunson     | Jour 1  | Jour 20 | Éliminé   | 10 000 $  |
| Annie Whittington | Jour 1  | Jour 13 | Éliminée  | 0 $       |

## Saison 13 (2011)
Pour la saison 13, 8 nouveaux HouseGuests (candidats) sont entrés, avec également (choisie par le public) 6 anciens habitants de Big Brother.
- Au total, les 14 habitants forment des duos, donc ils sont désignables par duo (semaine 1-3, 8).
- Julie Chen annonce lors de la quatrième élimination, que l'un des candidats sortis (Keith, Cassi, Dominic, Brendon) pourra réintégrer la maison ; mais pour cela il devra recevoir le plus de voix de la part du public. Ce n'est que la troisième fois qu'un candidat précédemment éliminé peut revenir dans la course. Lors de la saison 3, Amy avait pu revenir par le choix des candidats ; lors de la saison 6 c'est Kaysar qui était revenus par les votes du public.
- Après la seconde élimination Julie Chen annonce que pour la semaine suivante il y aura une double élimination.

Le jour 55 voit Danièle être éliminée, mais le prim voit ensuite Kalia devenir la chef de la maison. Elle décide de désigner Jeff et Rachel. Ayant une égalité, c'est à Kalia de choisir qui sortir.
- Le jour 75, lors du dernier épisode, Jeff est choisi comme America's Favorite HouseGuest, il remporte donc 25 000 dollars. C'est la deuxième fois qu'il remporte ce « prix ».
- Rachel (éliminée lors de la saison 12, et vainqueur lors de la saison 13) succède à Mike (éliminé lors de la saison 2, et vainqueur lors de la saison 7), comme étant vainqueur, après avoir été éliminé dans une précédente saison.

Les 7 duos (semaine 1 - 3)
- Adam & Dominic
- Brendon & Rachel (ils sont fiancés)
- Cassi & Shelly
- Daniele & Dick (ils sont père et fille)
- Jeff & Jordan (ils sont en couple)
- Kalia & Lawon
- Keith & Porsche

Les 3 nouveaux duos (semaine 8)
- Adam & Shelly
- Jordan & Rachel
- Kalia & Porsche

La diffusion a duré du 7 juillet au 14 septembre 2011.
| Candidat         | Anciennement dans | Arrivée        | Départ          | Statut    | Gain      |
| ---------------- | ----------------- | -------------- | --------------- | --------- | --------- |
| Rachel Reilly    | BB 12             | Jour 1         | Jour 75         | Vainqueur | 500 000 $ |
| Porsche Briggs   | aucun             | Jour 1         | Jour 75         | Deuxième  | 50 000 $  |
| Adam Poch        | aucun             | Jour 1         | Jour 75         | Troisième | 0 $       |
| Jordan Lloyd     | BB 11             | Jour 1         | Jour 69         | Éliminée  | 0 $       |
| Kalia Booker     | aucun             | Jour 1         | Jour 67         | Éliminée  | 0 $       |
| Shelly Moore     | aucun             | Jour 1         | Jour 62         | Éliminée  | 0 $       |
| Jeff Schroeder   | BB 11             | Jour 1         | Jour 55         | Éliminé   | 25 000 $  |
| Daniele Donato   | BB 8              | Jour 1         | Jour 55         | Éliminée  | 0 $       |
| Brendon Villegas | BB 12             | Jour 1 Jour 41 | Jour 34 Jour 48 | Éliminé   | 0 $       |
| Lawon Exum       | aucun             | Jour 1         | Jour 41         | Éliminé   | 0 $       |
| Dominic Briones  | aucun             | Jour 1         | Jour 27         | Éliminé   | 0 $       |
| Cassie Colvin    | aucun             | Jour 1         | Jour 20         | Éliminée  | 0 $       |
| Keith Henderson  | aucun             | Jour 1         | Jour 13         | Éliminé   | 0 $       |
| Dick Donato      | BB 8              | Jour 1         | Jour 6          | Abandon   | 0 $       |

## Saison 14 (2012)

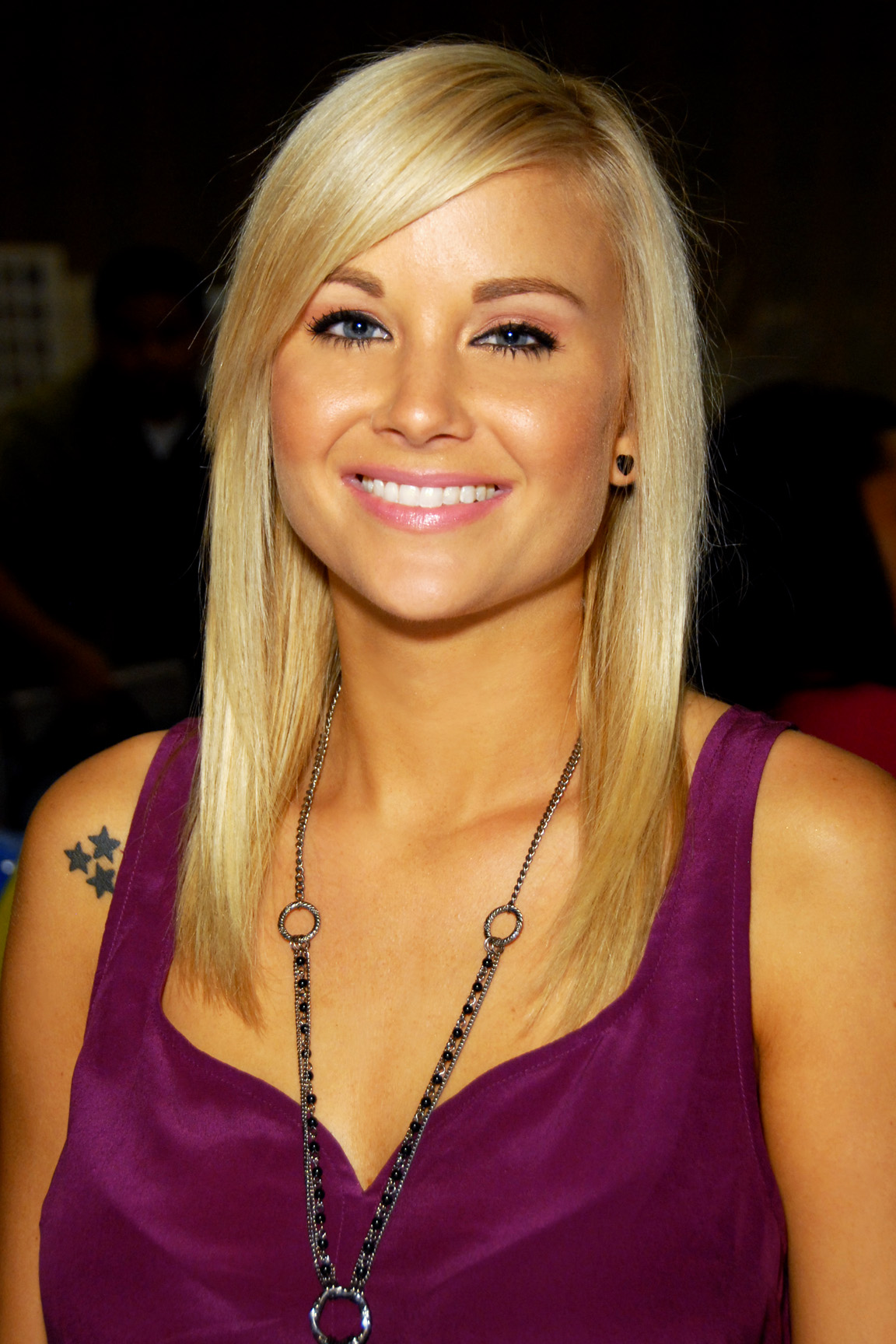
Kara Monaco, candidate de Big Brother 14.

- Elle sera programmée à partir du jeudi 12 juillet 2012.
- Le casting a été dévoilé le 4 juillet[1].
- Cette année, 4 anciens HouseGuests entreront de nouveau dans le jeu. C'est au public de voter sur le site de CBS, qui parmi les 16 potentiels retours, seront de nouveau candidat au jeu[2].
- Kara a été Playmate of the Year 2006.
- Jenn a fait partie du groupe de musique Kittie.
- Lors de la semaine 3, les désignations de Frank et Joe ont été annulés. En effet Big Brother a offert la possibilité aux 4 coachs de devenir des candidats. Britney, Dan et Jannelle ont accepté l'offre, tandis que Mike a refusé. Donc ils sont tous candidats à partir du 27e jour.

Les 4 anciens sont les coachs de leur équipe (semaine 1 - 3) :
- - équipe Britney : JoJo, Shane, Willie H.
  - équipe Dan : Danielle, Jodi, Kara
  - équipe Jannelle : Ashley, Joe, Wil
  - équipe Mike : Frank, Ian, Jen

| Candidat          | Anciennement dans | Arrivée | Départ  | Statut    | Gain      |
| ----------------- | ----------------- | ------- | ------- | --------- | --------- |
| Ian Terry         | Aucun             | Jour 1  | Jour 75 | Vainqueur | 500 000 $ |
| Dan Gheesling     | BB 10             | Jour 27 | Jour 75 | Deuxième  | 50 000 $  |
| Danielle Murphree | Aucun             | Jour 1  | Jour 75 | Éliminée  | 0 $       |
| Shane Meaney      | Aucun             | Jour 1  | Jour 69 | Éliminé   | 0 $       |
| Jenn Arroyo       | Aucun             | Jour 1  | Jour 67 | Éliminée  | 0 $       |
| Joe Arvin         | Aucun             | Jour 1  | Jour 62 | Éliminé   | 0 $       |
| Frank Eudy        | Aucun             | Jour 1  | Jour 62 | Éliminé   | 25 000 $  |
| Britney Hayes     | BB 12             | Jour 27 | Jour 55 | Éliminée  | 0 $       |
| Ashley Iocco      | Aucun             | Jour 1  | Jour 48 | Éliminée  | 0 $       |
| Mike Malin        | BB 2 & All Stars  | Jour 27 | Jour 48 | Éliminé   | 0 $       |
| Wil Heuser        | Aucun             | Jour 1  | Jour 41 | Éliminé   | 0 $       |
| Janelle Pierzina  | BB 6 & All Stars  | Jour 27 | Jour 34 | Éliminée  | 0 $       |
| JoJo Spatafora    | Aucun             | Jour 1  | Jour 20 | Éliminée  | 0 $       |
| Willie Hantz      | Aucun             | Jour 1  | Jour 14 | Exclu     | 0 $       |
| Kara Monaco       | Aucun             | Jour 1  | Jour 13 | Éliminée  | 0 $       |
| Jodi Rollins      | Aucun             | Jour 1  | Jour 1  | Éliminée  | 0 $       |

## Saison 15 (2013)
- Elle est programmée du 26 juin 2013 au 18 septembre 2013.
- Il y a 16 candidats cette année.
- Elissa est la sœur de Rachel des saisons 12 et 13.
- Aaryn et GinaMarie ont tenu des propos racistes envers d'autres candidats. Cela a choqué l'opinion publique. La chaine CBS n'a pas voulu exclure les deux candidates, mais leurs employeurs dans la vraie vie ont annoncé les avoir licencié. Finalement Aaryn a été éliminée du jeu par ses camarades le jour 70, et GinaMarie est arrivée finaliste du jeu avec 2 voix pour la victoire (ceux de Judd et d'Arryn) contre 7 pour Andy, le vainqueur de cette saison 15.
- Cette saison est la plus longue de l'histoire de Big Brother, soit 90 jours.

| Candidat             | Arrivée        | Départ          | Statut    | Gain      |
| -------------------- | -------------- | --------------- | --------- | --------- |
| Andy Herren          | Jour 1         | Jour 90         | Vainqueur | 500 000 $ |
| GinaMarie Zimmerman  | Jour 1         | Jour 90         | Deuxième  | 50 000 $  |
| Spencer Clawson      | Jour 1         | Jour 90         | Éliminé   | 0 $       |
| McCrae Olson         | Jour 1         | Jour 84         | Éliminé   | 0 $       |
| Judd Daughtery       | Jour 1 Jour 63 | Jour 49 Jour 82 | Éliminé   | 0 $       |
| Elissa Reilly Slater | Jour 1         | Jour 77         | Éliminée  | 25 000 $  |
| Amanda Zuckerman     | Jour 1         | Jour 77         | Éliminée  | 0 $       |
| Aaryn Gries          | Jour 1         | Jour 70         | Éliminée  | 0 $       |
| Helen Kim            | Jour 1         | Jour 63         | Éliminée  | 0 $       |
| Jessie Kowalski      | Jour 1         | Jour 56         | Éliminée  | 0 $       |
| Candice Stewart      | Jour 1         | Jour 49         | Éliminée  | 0 $       |
| Howard Overby        | Jour 1         | Jour 42         | Éliminé   | 0 $       |
| Kaitlin Barnaby      | Jour 1         | Jour 35         | Éliminée  | 0 $       |
| Jeremy McGuire       | Jour 1         | Jour 28         | Éliminé   | 0 $       |
| Nick Uhas            | Jour 1         | Jour 21         | Éliminé   | 0 $       |
| David Girton         | Jour 1         | Jour 13         | Éliminé   | 0 $       |

## Saison 16 (2014)
- Elle est programmée du 25 juin 2014 au 24 septembre 2014.
- Frankie est le grand frère d'Ariana Grande.

| Candidat          | Arrivée        | Départ          | Statut    | Gain      |
| ----------------- | -------------- | --------------- | --------- | --------- |
| Derrick Levasseur | Jour 1         | Jour 97         | Vainqueur | 500 000 $ |
| Cody Caliafore    | Jour 1         | Jour 97         | Deuxième  | 50 000 $  |
| Victoria Rafaeli  | Jour 1         | Jour 97         | Troisième | 0 $       |
| Caleb Reynolds    | Jour 1         | Jour 90         | Éliminé   | 0 $       |
| Frankie Grande    | Jour 1         | Jour 88         | Éliminé   | 0 $       |
| Christine Brecht  | Jour 1         | Jour 77         | Éliminée  | 0 $       |
| Nicole Franzel    | Jour 1 Jour 63 | Jour 56 Jour 77 | Éliminée  | 0 $       |
| Donny Thompson    | Jour 1         | Jour 70         | Éliminé   | 25 000 $  |
| Zach Rance        | Jour 1         | Jour 63         | Éliminé   | 0 $       |
| Hayden Voss       | Jour 1         | Jour 49         | Éliminé   | 0 $       |
| Jocasta Odom      | Jour 1         | Jour 49         | Éliminée  | 0 $       |
| Amber Borzotra    | Jour 1         | Jour 42         | Éliminée  | 0 $       |
| Britanny Martinez | Jour 1         | Jour 35         | Éliminée  | 0 $       |
| Devin Shepherd    | Jour 1         | Jour 28         | Éliminé   | 0 $       |
| Paola Shea        | Jour 1         | Jour 21         | Éliminée  | 0 $       |
| Joey Van Pelt     | Jour 1         | Jour 14         | Éliminée  | 0 $       |

## Saison 17 (2015)

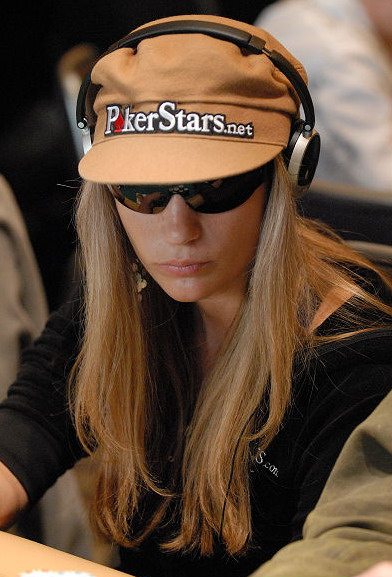
Vanessa Rousso, est une joueuse de poker professionnelle ayant la double nationalité.

- Elle est programmée et diffusée du 24 juin 2015 au 23 septembre 2015. Cette saison durera 98 jours, soit la saison la plus longue de l'histoire de Big Brother.
- Audrey est la première candidate transsexuelle à participer au jeu.
- Vanessa est franco-américaine. C'est la première fois qu'une française participe à Big Brother. À titre de comparaison, Angélique Morgan, une française ayant fait carrière aux États-Unis, avait participé à Celebrity Big Brother durant l'été 2014.
- Julia est la sœur jumelle de Liz. C'est seulement la deuxième fois dans l'histoire de Big Brother US qu'un candidat entre en jeu après le lancement du 1er jour. La première fois c'était lors de la saison 5 en 2004, Natalie était entrer le 35e jour.
- De nombreux invités viendront pimenter le jeu. Ce seront les Takeover Guests. Finalement cette idée est abandonnée après seulement 3 semaines.
- Lors de la 10e semaines de compétition, l'un des membres du jury final (Shelli, Jacki, Becky et John) pourra revenir dans le jeu.

| Candidat         | Arrivée        | Départ          | Statut    | Gain      |
| ---------------- | -------------- | --------------- | --------- | --------- |
| Steve Moses      | Jour 1         | Jour 98         | Vainqueur | 500 000 $ |
| Liz Nolan        | Jour 1         | Jour 98         | Deuxième  | 50 000 $  |
| Vanessa Rousso   | Jour 1         | Jour 98         | Éliminée  | 0 $       |
| John McGuire     | Jour 1 Jour 71 | Jour 71 Jour 91 | Éliminé   | 0 $       |
| Austin Matelson  | Jour 1         | Jour 89         | Éliminé   | 0 $       |
| Julia Nolan      | Jour 43        | Jour 85         | Éliminée  | 0 $       |
| James Huling     | Jour 1         | Jour 78         | Éliminé   | 25 000 $  |
| Meg Maley        | Jour 1         | Jour 78         | Éliminée  | 0 $       |
| Becky Burgess    | Jour 1         | Jour 64         | Éliminée  | 5 000 $   |
| Jackie Ibarra    | Jour 1         | Jour 57         | Éliminée  | 0 $       |
| Shelli Poole     | Jour 1         | Jour 57         | Éliminée  | 0 $       |
| Clay Honeycutt   | Jour 1         | Jour 50         | Éliminé   | 0 $       |
| Jason Roy        | Jour 1         | Jour 43         | Éliminé   | 0 $       |
| Audrey Middleton | Jour 1         | Jour 36         | Éliminée  | 0 $       |
| Jeff Weldon      | Jour 1         | Jour 29         | Éliminé   | 0 $       |
| Da'Vonne Rogers  | Jour 1         | Jour 22         | Éliminée  | 0 $       |
| Jace Agolli      | Jour 1         | Jour 15         | Éliminé   | 0 $       |

Takeover Guests
| Invité(e)s     | Connus pour             | Semaine | Notes                                                         |
| -------------- | ----------------------- | ------- | ------------------------------------------------------------- |
| Phil Keoghan   | Animateur de télévision | 1       | Il entre pour présenter Jackie et Jeff de The Amazing Race 26 |
| Kathy Griffin  | Comédienne              | 2       |                                                               |
| Rob Gronkowski | Joueur de football      | 3       |                                                               |

## Saison 18 (2016)
- Elle est programmée du 22 juin 2016 au 21 septembre 2016.
- Deux HouseGuests ont un lien avec des anciens candidats: Paulie Calafiore est le frère du finaliste de la saison 16, Cody Calafiore; et Tiffany Rousso est la sœur de Vanessa Rousso, candidate de la saison 17.
- 4 anciens candidats retentent leurs chances. Il s'agit Da'Vonne, Frank, James et Nicole.
- Les 16 colocataires sont divisés en 4 équipes:
  - Category 4: Frank, Michelle, Paulie, Bridgette
  - Big Sister: Da'Vonne, Paul, Zakiyah, Jozea
  - Unicorn: James, Natalie, Victor, Bronte
  - Freakazoid: Nicole, Corey, Tifany, Glenn

| Candidat          | Anciennement dans | Arrivée                | Départ                  | Statut    | Gain      |
| ----------------- | ----------------- | ---------------------- | ----------------------- | --------- | --------- |
| Nicole Franzel    | BB 16             | Jour 1                 | Jour 99                 | Vainqueur | 500 000 $ |
| Paul Abrahamian   |                   | Jour 1                 | Jour 99                 | Deuxième  | 50 000 $  |
| James Huling      | BB 17             | Jour 1                 | Jour 99                 | Éliminé   | 0 $       |
| Corey Brooks      |                   | Jour 1                 | Jour 92                 | Éliminé   | 0 $       |
| Victor Arroyo     |                   | Jour 1 Jour 38 Jour 72 | Jour 23 Jour 72 Jour 90 | Éliminé   | 25 000 $  |
| Natalie Negrotti  |                   | Jour 1                 | Jour 86                 | Éliminée  | 0 $       |
| Michelle Meyer    |                   | Jour 1                 | Jour 79                 | Éliminé   | 0 $       |
| Paulie Calafiore  |                   | Jour 1                 | Jour 65                 | Éliminé   | 0 $       |
| Bridgette Dunning |                   | Jour 1                 | Jour 58                 | Éliminée  | 0 $       |
| Zakiyah Everette  |                   | Jour 1                 | Jour 58                 | Éliminée  | 0 $       |
| Da'Vonne Rogers   | BB 17             | Jour 1                 | Jour 51                 | Éliminée  | 0 $       |
| Frank Eudy        | BB 14             | Jour 1                 | Jour 44                 | Éliminé   | 0 $       |
| Tiffany Rousso    |                   | Jour 1                 | Jour 37                 | Éliminée  | 0 $       |
| Bronte D'Acquisto |                   | Jour 1                 | Jour 30                 | Éliminée  | 0 $       |
| Jozea Flores      |                   | Jour 1                 | Jour 16                 | Éliminé   | 0 $       |
| Glenn Garcia      |                   | Jour 1                 | Jour 2                  | Éliminé   | 0 $       |

## Over the top 1(2016)
La chaine CBS décide de commander une saison digitale grâce au succès d'audience de la saison 18.
Pour cette première saison sur CBS All Access, le format reste presque identique aux saisons antérieurs. À l'exception des éliminations : c'est le public qui votera comme lors de la première saison de Big Brother, en 2000.
L'émission est diffusée du 28 septembre 2016 au 7 décembre 2016.
Parmi les candidats, Alex et Morgan Willett sont sœurs.
| Candidat                    | Anciennement dans | Arrivée | Départ  | Statut          | Gain      |
| --------------------------- | ----------------- | ------- | ------- | --------------- | --------- |
| Morgan Willett              | Aucun             | Jour 1  | Jour 65 | Vainqueur       | 250 000 $ |
| Jason Roy                   | BB 17             | Jour 1  | Jour 65 | Deuxième        | 25 000 $  |
| Kryssie Ridolfi             | Aucun             | Jour 1  | Jour 65 | Troisième       | 0 $       |
| Justin Duncan               | Aucun             | Jour 1  | Jour 63 | Éliminé         | 0 $       |
| Shelby Stockton             | Aucun             | Jour 1  | Jour 57 | Éliminée        | 0 $       |
| Danielle Lickey             | Aucun             | Jour 1  | Jour 50 | Éliminée        | 0 $       |
| Whitney Hogg                | Aucun             | Jour 1  | Jour 43 | Éliminée        | 0 $       |
| Alex Willett                | Aucun             | Jour 1  | Jour 43 | Éliminé         | 0 $       |
| Scott Dennis                | Aucun             | Jour 1  | Jour 36 | Éliminé         | 0 $       |
| Neeley Jackson              | Aucun             | Jour 1  | Jour 29 | Éliminé         | 0 $       |
| Shane Chapman               | Aucun             | Jour 1  | Jour 22 | Éliminé         | 0 $       |
| Monte Massongill            | Aucun             | Jour 1  | Jour 15 | Éliminé         | 0 $       |
| Michael « Cornbread » Ligon | Aucun             | Jour 1  | Jour 8  | Éliminé         | 0 $       |
| Jozea Flores                | BB18              | Jour 0  | Jour 0  | Non sélectionné | 0 $       |

## Saison 19 (2017)
L'émission est diffusée du 25 juin 2017 au 20 septembre 2017.
Paul Abrahamian, le finaliste de l'année passée, retente l'aventure.
| Candidat         | Anciennement dans | Arrivée        | Départ          | Statut    | Gain      |
| ---------------- | ----------------- | -------------- | --------------- | --------- | --------- |
| Josh Martinez    | Aucun             | Jour 1         | Jour 92         | Vainqueur | 500 000 $ |
| Paul Abrahamian  | BB 18             | Jour 1         | Jour 92         | Deuxième  | 50 000 $  |
| Christmas Abbott | Aucun             | Jour 1         | Jour 92         | Éliminée  | 0 $       |
| Kevin Schlehuber | Aucun             | Jour 1         | Jour 86         | Éliminé   | 0 $       |
| Alex Ow          | Aucun             | Jour 1         | Jour 84         | Éliminée  | 0 $       |
| Raven Walton     | Aucun             | Jour 1         | Jour 79         | Éliminée  | 0 $       |
| Jason Dent       | Aucun             | Jour 1         | Jour 79         | Éliminé   | 0 $       |
| Matthew Clines   | Aucun             | Jour 1         | Jour 72         | Éliminé   | 0 $       |
| Mark Jansen      | Aucun             | Jour 1         | Jour 65         | Éliminé   | 0 $       |
| Elena Davies     | Aucun             | Jour 1         | Jour 58         | Éliminée  | 5 000 $   |
| Cody Nickson     | Aucun             | Jour 1 Jour 30 | Jour 23 Jour 58 | Éliminé   | 25 000 $  |
| Jessica Graf     | Aucun             | Jour 1         | Jour 51         | Éliminée  | 0 $       |
| Ramses Soto      | Aucun             | Jour 1         | Jour 37         | Éliminé   | 0 $       |
| Dominique Cooper | Aucun             | Jour 1         | Jour 30         | Éliminée  | 0 $       |
| Jillian Parker   | Aucun             | Jour 1         | Jour 16         | Éliminée  | 0 $       |
| Megan Lowder     | Aucun             | Jour 1         | Jour 8          | Abandon   | 0 $       |
| Cameron Heard    | Aucun             | Jour 1         | Jour 1          | Éliminé   | 0 $       |

## Saison 20 (2018)
L'émission est diffusée du 27 juin 2018 au 26 septembre.
- Tyler a remporté les 50.000$ de la deuxième place, mais également les 25.000$ de l'"America's Favorite HouseGuest".

| Candidat                  | Arrivée        | Départ          | Statut    | Gain      |
| ------------------------- | -------------- | --------------- | --------- | --------- |
| Kaycee Clark              | Jour 1         | Jour 99         | Vainqueur | 500 000 $ |
| Tyler Crispen             | Jour 1         | Jour 99         | Deuxième  | 75 000 $  |
| JC Monduix                | Jour 1         | Jour 99         | Éliminé   | 0 $       |
| Angela Rummans            | Jour 1         | Jour 93         | Éliminée  | 0 $       |
| Sam Bledsoe               | Jour 1         | Jour 91         | Éliminée  | 0 $       |
| Brett Robinson            | Jour 1         | Jour 86         | Éliminé   | 0 $       |
| Haleigh Broucher          | Jour 1         | Jour 86         | Éliminée  | 0 $       |
| Scottie Salton            | Jour 1 Jour 72 | Jour 65 Jour 79 | Éliminé   | 0 $       |
| Faysal Shafaat            | Jour 1         | Jour 72         | Éliminé   | 0 $       |
| Angie "Rockstar" Lantry   | Jour 1         | Jour 58         | Éliminée  | 0 $       |
| Bayleigh Dayton           | Jour 1         | Jour 51         | Éliminée  | 0 $       |
| Rachel Swindler           | Jour 1         | Jour 44         | Éliminée  | 0 $       |
| Kaitlyn Herman            | Jour 1         | Jour 37         | Éliminée  | 0 $       |
| Winston Hines             | Jour 1         | Jour 30         | Éliminé   | 0 $       |
| Chris "Swaggy C" Williams | Jour 1         | Jour 23         | Éliminé   | 0 $       |
| Steve Arienta             | Jour 1         | Jour 16         | Éliminé   | 0 $       |

## Saison 21 (2019)
L'émission est diffusée du 25 juin 2019 au 25 septembre 2019.
| Candidat           | Entrée jour | Sortie jour | Résultat  | Gain      |
| ------------------ | ----------- | ----------- | --------- | --------- |
| Jackson Michie     | 1           | 99          | Vainqueur | 500 000 $ |
| Holly Allen        | 1           | 99          | Deuxième  | 50 000 $  |
| Nicole Anthony     | 1           | 99          | Éliminée  | 25 000 $  |
| Cliff Hogg III     | 1           | 1           | Bani      | 0 $       |
| Cliff Hogg III     | 1           | 30          | Éliminé   | 0 $       |
| Cliff Hogg III     | 30          | 93          | Éliminé   | 0 $       |
| Tommy Bracco       | 1           | 86          | Éliminé   | 0 $       |
| Christie Murphy    | 1           | 79          | Éliminée  | 0 $       |
| Jessica Milagros   | 1           | 1           | Banie     | 0 $       |
| Jessica Milagros   | 1           | 79          | Éliminée  | 0 $       |
| Nick Maccarone     | 1           | 72          | Éliminé   | 0 $       |
| Analyse Talavera   | 1           | 65          | Éliminée  | 0 $       |
| Kathryn Dunn       | 1           | 58          | Éliminée  | 0 $       |
| Jack Matthews      | 1           | 51          | Éliminé   | 0 $       |
| Samuel "Sam" Smith | 1           | 44          | Éliminé   | 0 $       |
| Isabella Wang      | 1           | 37          | Éliminée  | 0 $       |
| Kemi Fakunle       | 1           | 1           | Banie     | 0 $       |
| Kemi Fakunle       | 1           | 23          | Éliminée  | 0 $       |
| Ovi Kabir          | 1           | 15          | Éliminé   | 0 $       |
| David Alexander    | 1           | 1           | Bani      | 0 $       |

## Saison 22:All Stars(2020)
En raison de la pandémie de Covid-19 aux États-Unis, l'émission est retardée. La chaîne décide également que ce sera une édition All-Stars, comme lors de la saison 7. 
Janelle Pierzina en est a sa 4e participation, après les saisons 6, 7 et 14. 
L'émission est diffusée du 5 août 2020 au 28 octobre 2020. 
La saison est remportée par le finaliste de la saison 16, Cody Calafiore. Le candidat de la saison 12, Vincent Palumbo, termine en 2e position. C'est Da'Vonne Rogers (candidate saisons 17 et 18) qui remporte le titre d'America's Favorite HouseGuest. 
| Candidat                 | Ancienne(s) saisons(s) | Entrée jour | Sortie jour | Résultat  | Gain      |
| ------------------------ | ---------------------- | ----------- | ----------- | --------- | --------- |
| Cody Calafiore           | BB 16                  | 1           | 85          | Vainqueur | 500 000 $ |
| Vincenzo "Enzo" Palumbo  | BB 12                  | 1           | 85          | Deuxième  | 50 000 $  |
| Nicole Franzel           | BB 16 & 18             | 1           | 85          | Éliminée  | 0 $       |
| Christmas Abbott         | BB 19                  | 1           | 79          | Éliminée  | 0 $       |
| Robert "Memphis" Garrett | BB 10                  | 1           | 72          | Éliminé   | 0 $       |
| Tyler Crispen            | BB 20                  | 1           | 65          | Éliminé   | 0 $       |
| Daniele "Dani" Briones   | BB 8 & 13              | 1           | 58          | Éliminée  | 0 $       |
| David Alexander          | BB 21                  | 1           | 58          | Éliminé   | 0 $       |
| Kevin Campbell           | BB 11                  | 1           | 58          | Éliminé   | 0 $       |
| Da'Vonne Rogers          | BB 17 & 18             | 1           | 51          | Éliminée  | 25 000 $  |
| Ian Terry                | BB 14                  | 1           | 44          | Éliminé   | 0 $       |
| Bayleigh Dayton          | BB 20                  | 1           | 37          | Éliminée  | 0 $       |
| Kaysar Ridha             | BB 6 & 7               | 1           | 30          | Éliminé   | 0 $       |
| Janelle Pierzina         | BB 6, 7 & 14           | 1           | 23          | Éliminée  | 0 $       |
| Nicole Anthony           | BB 21                  | 1           | 16          | Éliminée  | 0 $       |
| Keesha Smith             | BB 10                  | 1           | 9           | Éliminée  | 0 $       |

## Saison 23 (2021)
La saison 23 est diffusée du 7 juillet 2021 au 29 septembre 2021. 
| Candidat                  | Entrée jour | Sortie jour | Résultat  | Gain      |
| ------------------------- | ----------- | ----------- | --------- | --------- |
| Xavier Prather            | 1           | 85          | Vainqueur | 750 000 $ |
| Derek Frazier             | 1           | 85          | Deuxième  | 50 000 $  |
| Azah Awasum               | 1           | 85          | Éliminée  | 0 $       |
| Kyland Young              | 1           | 79          | Éliminé   | 0 $       |
| Hannah Chaddha            | 1           | 71          | Éliminée  | 0 $       |
| Tiffany Mitchell          | 1           | 71          | Éliminée  | 50 000 $  |
| Alyssa Lopez              | 1           | 65          | Éliminée  | 0 $       |
| Claire Rehfuss            | 1           | 65          | Éliminée  | 0 $       |
| Sarah Beth Steagall       | 1           | 58          | Éliminée  | 0 $       |
| Derek Xiao                | 1           | 51          | Éliminé   | 0 $       |
| Britini D'Angelo          | 1           | 44          | Éliminée  | 0 $       |
| Christian Birkenberger    | 1           | 37          | Éliminé   | 0 $       |
| Whitney Williams          | 1           | 30          | Éliminée  | 0 $       |
| Brent Champagne           | 1           | 23          | Éliminé   | 0 $       |
| Brandon "Frenchie" French | 1           | 16          | Éliminé   | 0 $       |
| Travis Long               | 1           | 9           | Éliminé   | 0 $       |

## Saison 24 (2022)
La saison 24 est diffusée du 6 juillet 2022 au 25 septembre 2022. 
En plus du prix de 750 000 $ attribué au vainqueur de la saison, Taylor a également remporté le prix de 50 000 $ remis à l'America's Favorite HouseGuest. Avec cette victoire, elle devient la 2e personne noire, et la première femme noire, à remporter une saison non-célébrité de Big Brother. 
| Candidat                | Entrée jour | Sortie jour | Résultat  | Gain      |
| ----------------------- | ----------- | ----------- | --------- | --------- |
| Taylor Hale             | 1           | 82          | Vainqueur | 800 000 $ |
| Monte Taylor            | 1           | 82          | Deuxième  | 50 000 $  |
| Matthew Turner          | 1           | 82          | Éliminé   | 0 $       |
| Brittany Hoopes         | 1           | 79          | Éliminée  | 0 $       |
| Alyssa Snider           | 1           | 72          | Éliminée  | 0 $       |
| Michael Bruner          | 1           | 65          | Éliminé   | 0 $       |
| Terrance Higgins        | 1           | 65          | Éliminé   | 0 $       |
| Kyle Capener            | 1           | 58          | Éliminé   | 0 $       |
| Joseph Abdin            | 1           | 51          | Éliminé   | 0 $       |
| Jasmine Davis           | 1           | 51          | Éliminée  | 0 $       |
| Indiane "Indy" Santos   | 1           | 44          | Éliminée  | 0 $       |
| Daniel Durston          | 1           | 37          | Éliminé   | 0 $       |
| Nicole Layog            | 1           | 30          | Éliminée  | 0 $       |
| Ameerah Jones           | 1           | 23          | Éliminée  | 0 $       |
| Joe "Pooch" Pucciarelli | 1           | 16          | Éliminé   | 0 $       |
| Paloma Aguilar          | 1           | 8           | Abandon   | 0 $       |